# Руденськ (футбольний клуб)
«Руденськ» (біл. Рудзенск) — білоруський футбольний клуб з міста Руденськ Мінської області.

## Хронологія назв
- 1998—2012: «Руденськ» (Руденськ)
- 2016: «Джус Руденськ» (Руденськ)

## Історія
Заснований у 1998 році. З моменту свого створення виступав у чемпіонаті Мінської області з футболу. У 2001 році дебютував у Другій лізі, але за підсумками сезону вилетів з чемпіонату. З цього часу й до 2008 року знову виступав у чемпіонаті Мінської області. У 2009 році повернуся до виступів у Другій лізі й одразу ж став переможцем чемпіонату. З 2010 року виступав у Першій лізі. У сезоні 2012 року клуб відчував серйозні фінансові проблеми, внаслідок чого вилетів з Першої ліги та припинив існування.
На початку 2016 року стало відомо про відродження клубу, який планував заявитися для участі в Другій лізі. Однак через нестачу в фінансуванні команда, яка завдяки головному спонсору змінила назву на «Джус Руденськ», змушена була відмовитися від своїх планів.

## Досягнення
- Перша ліга чемпіонату Білорусі
  - 5-те місце (1): 2010

- Кубок Білорусі
  - 1/8 фіналу (2): 2010/11, 2011/12

- Друга ліга чемпіонату Білорусі
  -  Чемпіон (1): 2009

- Чемпіонат Мінської області
  -  Чемпіон (1): 2008

## Статистика виступів

### Чемпіонат і Кубок Білорусі
| Сезон     | Ліга                                       | М                                          | Іг                                         | В                                          | Н                                          | П                                          | Голи                                       | Очки                                       | Кубок                                      | Примітки                                   |                                            |
| --------- | ------------------------------------------ | ------------------------------------------ | ------------------------------------------ | ------------------------------------------ | ------------------------------------------ | ------------------------------------------ | ------------------------------------------ | ------------------------------------------ | ------------------------------------------ | ------------------------------------------ | ------------------------------------------ |
| 2001      | Друга (Д3)                                 | 14                                         | 34                                         | 12                                         | 4                                          | 18                                         | 60–73                                      | 40                                         |                                            |                                            |                                            |
| 2002—2008 | Виступи в чемпіонаті Мінської області (Д4) | Виступи в чемпіонаті Мінської області (Д4) | Виступи в чемпіонаті Мінської області (Д4) | Виступи в чемпіонаті Мінської області (Д4) | Виступи в чемпіонаті Мінської області (Д4) | Виступи в чемпіонаті Мінської області (Д4) | Виступи в чемпіонаті Мінської області (Д4) | Виступи в чемпіонаті Мінської області (Д4) | Виступи в чемпіонаті Мінської області (Д4) | Виступи в чемпіонаті Мінської області (Д4) | Виступи в чемпіонаті Мінської області (Д4) |
| 2009      | Друга (Д3)                                 | 1                                          | 26                                         | 19                                         | 6                                          | 1                                          | 57–20                                      | 63                                         | 1/16 фіналу                                | Вихід у Першу лігу                         |                                            |
| 2010      | Перша (Д2)                                 | 5                                          | 30                                         | 12                                         | 7                                          | 11                                         | 37–39                                      | 43                                         | 1/8 фіналу                                 |                                            |                                            |
| 2011      | Перша (Д2)                                 | 13                                         | 30                                         | 9                                          | 6                                          | 15                                         | 25–40                                      | 33                                         | 1/8 фіналу                                 |                                            |                                            |
| 2012      | Перша (Д2)                                 | 15                                         | 28                                         | 4                                          | 4                                          | 20                                         | 15–70                                      | 71                                         | 1/16 фіналу                                | Виліт у Другу лігу, припинив існування     |                                            |

- 1 З команди знято 9 очок за порушення регламенту

## Відомі гравці
- Сергій Кошель
- Роман Трепачкін

## Відомі тренери
- Іван Барташевич (до 2009)
- Сергій Пишник (2010)
- Віктор Сокол (2011)
- Леонід Лагун (2011 — червень 2012)
- Володимир Ананевич (червень-грудень 2012)